# Concilio de Siena
El Concilio de Siena, en principio, había sido convocado en Pavía por Martín V, cinco años después de la clausura del de Constanza, cumpliendo con el mandato del decreto conciliar Frequens. Sin embargo la peste que se declaró sobre la ciudad obligó al traslado del mismo a Siena, a propuesta pontificia, lo que fue aceptado por los presentes en el Concilio. La asistencia al mismo nunca fue muy amplia, sin embargo llegaron a acudir representantes de todas las naciones occidentales. Martin V se excusó y no concurrió. 
Al igual que el de Constanza, estuvo organizado en diversas comisiones, en las que estaban representadas las diversas naciones reconocidas conciliarmente. Esto llevó a un conflicto entre Hispania (compuesta por Castilla, Aragón, Navarra y Portugal) e Inglaterra, que pretendía separarse de la nación germánica (en la que había estado anteriormente) para integrar una nación junto al resto de las monarquías de las islas británicas. Castilla, secundada por Francia, consiguió bloquear el reconocimiento, pues veía en ello un perjuicio de sus intereses y su preeminencia ante la Santa Sede. 
Este conflicto paralizó gran parte de la acción conciliar, que intentaba ser el concilio de las grandes reformas. Los intereses pontificios, ante las tentativas de reforma conciliarista que comenzaban a desarrollarse en el seno del mismo, promovidas por los representantes de Alfonso V de Aragón (por su rivalidad con el papa en la cuestión del Reino de Nápoles), hicieron que se clausurase de forma apresurada en febrero de 1424, para lo que contó con el apoyo de alguna nación, como la hispana, encabezada por la Corona de Castilla y presidida por el arzobispo de Toledo Juan Martínez de Contreras.

## Aceptación
No está considerado como Concilio Ecuménico por la Iglesia católica.